# Василисса Ольга (броненосец)
«Василисса Ольга» (греч. Βασίλισσα Όλγα) — греческий парусно-паровой броненосец, назван в честь греческой королевы Ольги, родом из российской царской семьи. Корабль числился в составе греческого флота с 1869 по 1925 год.
Корабль был заказан греческим правительством верфи Stabilimento Tecnico Triestino, Австро-Венгрия и обошёлся в £210,000 после того как Критское восстание 1866 года проявило отсутствие современных боевых кораблей в греческом флоте. Продолжая терминологию византийской эпохи, на греческом флоте корабль именовался броненосным дромоном (греч. Θωρακοδρόμων — торакодромон).
Корпус корабля был деревянным. По причине плохого качества древесины проблема с водотечностью корпуса присутствовала на всём протяжении жизни корабля.
В 1894 году корабль стал учебным судном морских кадетов.
«Василисса Ольга» принял участие в непродолжительной и «странной» греко-турецкой война 1897 года в составе западной, Ионической, флотилии.
В 1913 году «Василисса Ольга» был переоборудован в госпитальное судно, и базировался в бухте Суда, остров Крит. В 1915 году корабль был выведен из боевого состава флотa и переоборудован в жилой блокшив на базе греческого флота в бухте Суда.
Корабль был списан в 1925 году и разобран на древесину.

## Наследники
- Эсминец «Василисса Ольга» вошёл в состав флота в 1938 году. Потоплен немецкой авиацией 26 сентября 1943 в бухте Лакки, остров Лерос. При этом погиб командир корабля, коммандер Георгиос Блессас, 6 офицеров и 65 других членов экипажа.